# 尖山顯濟殿
澎湖尖山顯濟殿，臺灣澎湖縣廟宇，位於湖西鄉尖山村，澎湖全境唯一奉「顯濟靈王」謝安為主祀神明的廟宇。法師流派為普庵派的「玉皇勅令雷令支派」。
原位於澎17線的舊尖山顯濟殿未拆、予以保留，2017年獲登錄為「澎湖縣歷史建築」。

## 沿革
尖山顯濟殿為尖山村的角頭廟，該聚落因從海面望去有一「尖仔腳頂山」狀而得名，雖曰為山，為常人腳頂高度的小丘而已，其在清領時期屬林投澳。
根據廟中古碑記述，尖山顯濟殿創建於乾隆46年（1781年），首倡者為王維羆（字太占），次為洪淳鑒輔之。尖山王氏因有三桅透西船，來往於上海、天津通商，王維羆得以奉請謝安的金身返鄉，於村內「坑仔頂」（又稱「水溝頭」）建廟，最初稱「謝府靈王」，後改稱「顯濟靈王」，另尊稱謝玄為「謝府元帥」。尖山村人為紀念謝安、謝玄叔姪在淝水之戰大破苻堅的典故，將二人並祀於顯濟殿中，合稱為「文官掛武帥」。
今尖山顯濟殿中仍有一石香爐，留存有「顯濟靈王　嘉慶丙子冬吉置　弟子王太占敬獻」之石刻（嘉慶丙子即嘉慶21年，公元1816年），而王太占即倡建廟宇者王維羆字號），係一超過兩百年之古物。
咸豐年間有洪丕通倡議遷建廟寺；始自大正十年（1921年）遷址於鄉道澎17號的西側，倡議人為洪瑞徵（又作洪明庭）。
尖山顯濟殿受扶鸞信仰影響，約莫於昭和18、19年（1943、1944年）間，成立善堂「簡易堂」，供奉鸞堂主神文衡聖帝，並於民國35年（1946年）雕塑關公金身祭祀。
民國54年（1965年），尖山顯濟殿進行重建工程，延請葉根壯擔綱大木匠師，計耗資新台幣50萬元，歷時兩年而就。因此廟宇外貌為少數尚存之木構與RC混構的建築，代表了民國50年代（1960年代）澎湖縣宮廟建築的風格；此外，廟內構件、鑿花（小木作）等木雕，疑似為蔡攑作品（名匠黃良的弟子），門神、磁磚等彩繪出自名繪師黃友謙之手。由於舊尖山顯濟殿保留有多位匠師精湛技藝，工藝的成就珍貴非凡，且保存情況尚稱良好，於是於民國106年（2017年）3月14日，獲文化部文化資產局公告為「澎湖縣歷史建築」。
民國97年（2008年），尖山顯濟殿管理委員會鑒於廟舍老舊，決議另覓他址，擇地於尖山社區的澎湖204縣道北側、尖山發電廠附近闢建新廟，順利於民國106年（2017年）竣工入火。民國108年（2019年）11月3日，尖山顯濟殿舉辦「入火三周年」遶境祈福的慶典，高雄保太宮、高雄高尖顯濟殿、台南新化天壇護安宮、南甲海靈殿、台南府城福陽閣、尖山有明宮等友廟皆派神轎與陣頭赴往現場，共襄盛舉。

## 圖輯

### 舊廟
位於澎17線的舊尖山顯濟殿於民國56年（1967年）落成，由葉根壯負責設計施作。民國76年（1987年）遭逢韋恩颱風，留有修繕紀錄。民國106年（2017年）3月14日登錄為「澎湖縣歷史建築」。主管機關由澎湖縣政府文化局文化資產科負責。

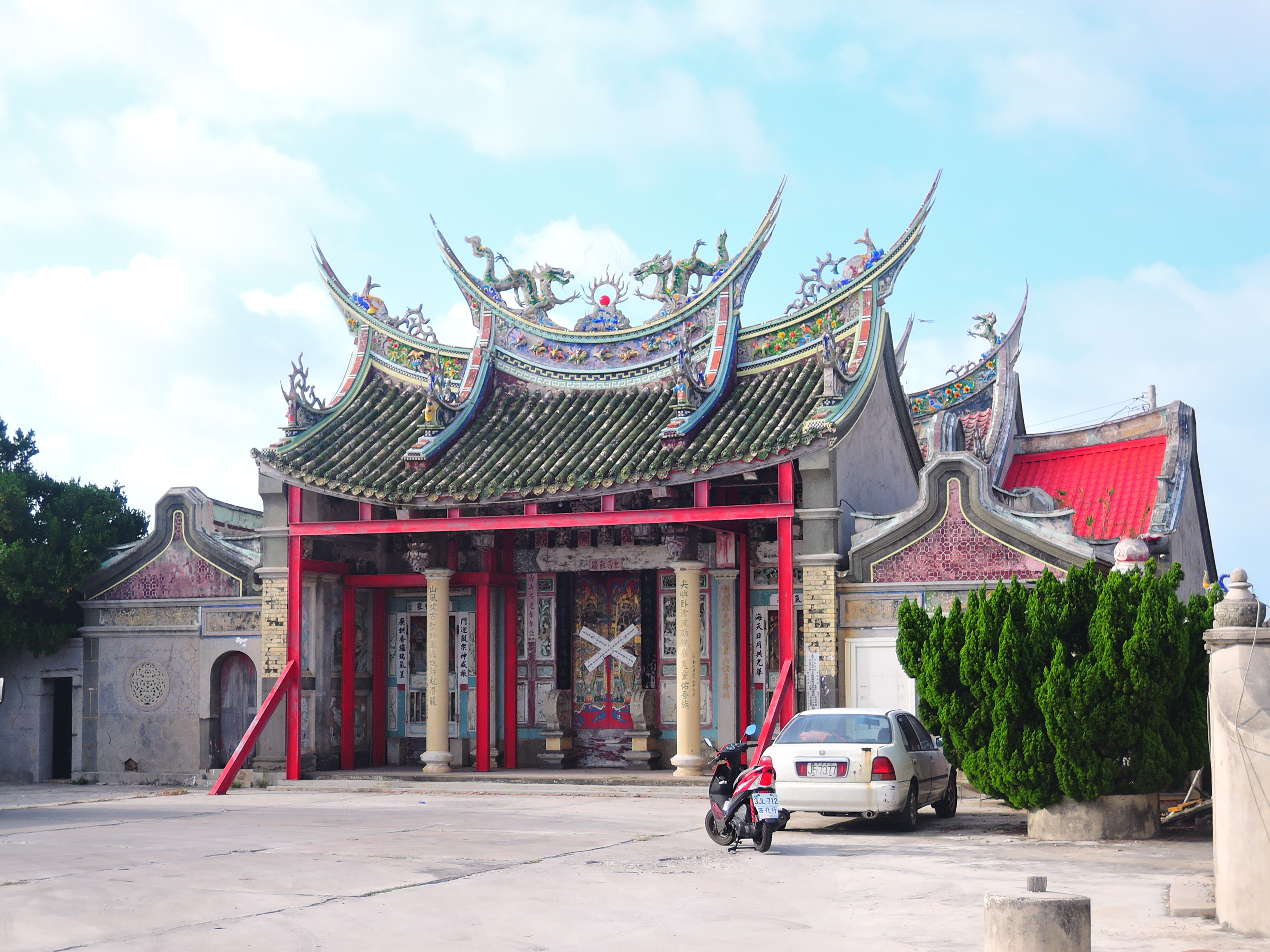
立面、廟埕
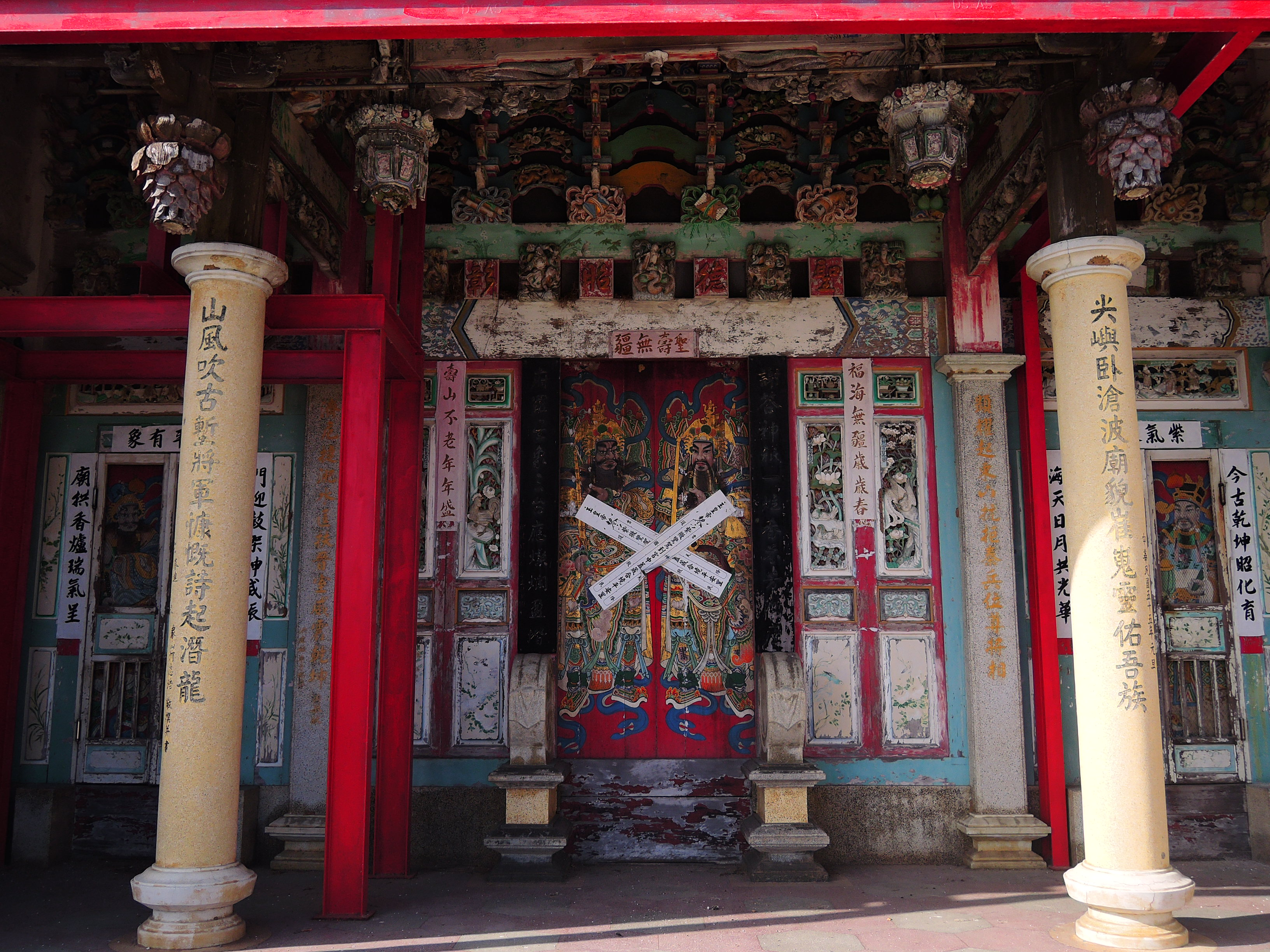
正門
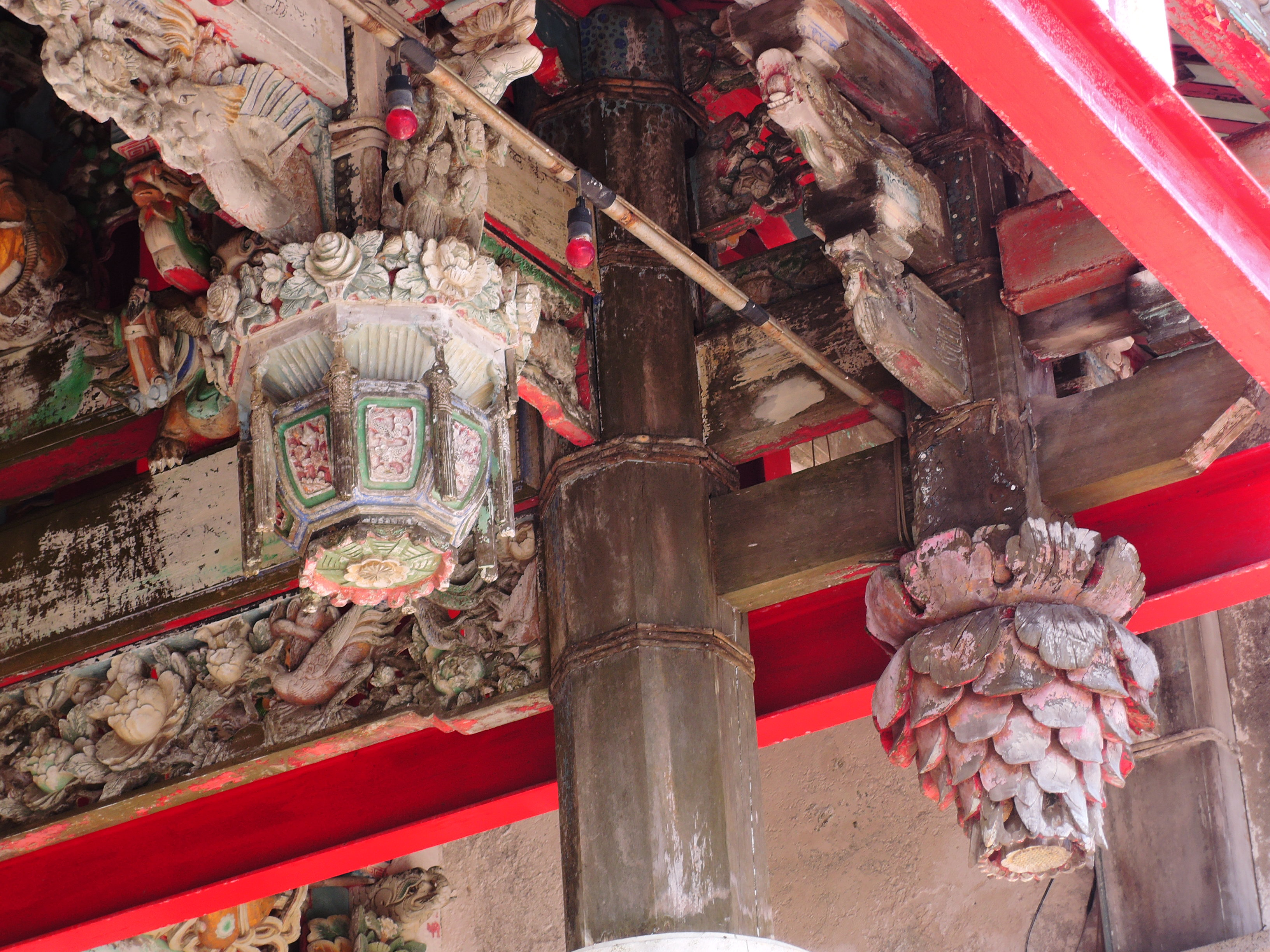
垂花木雕
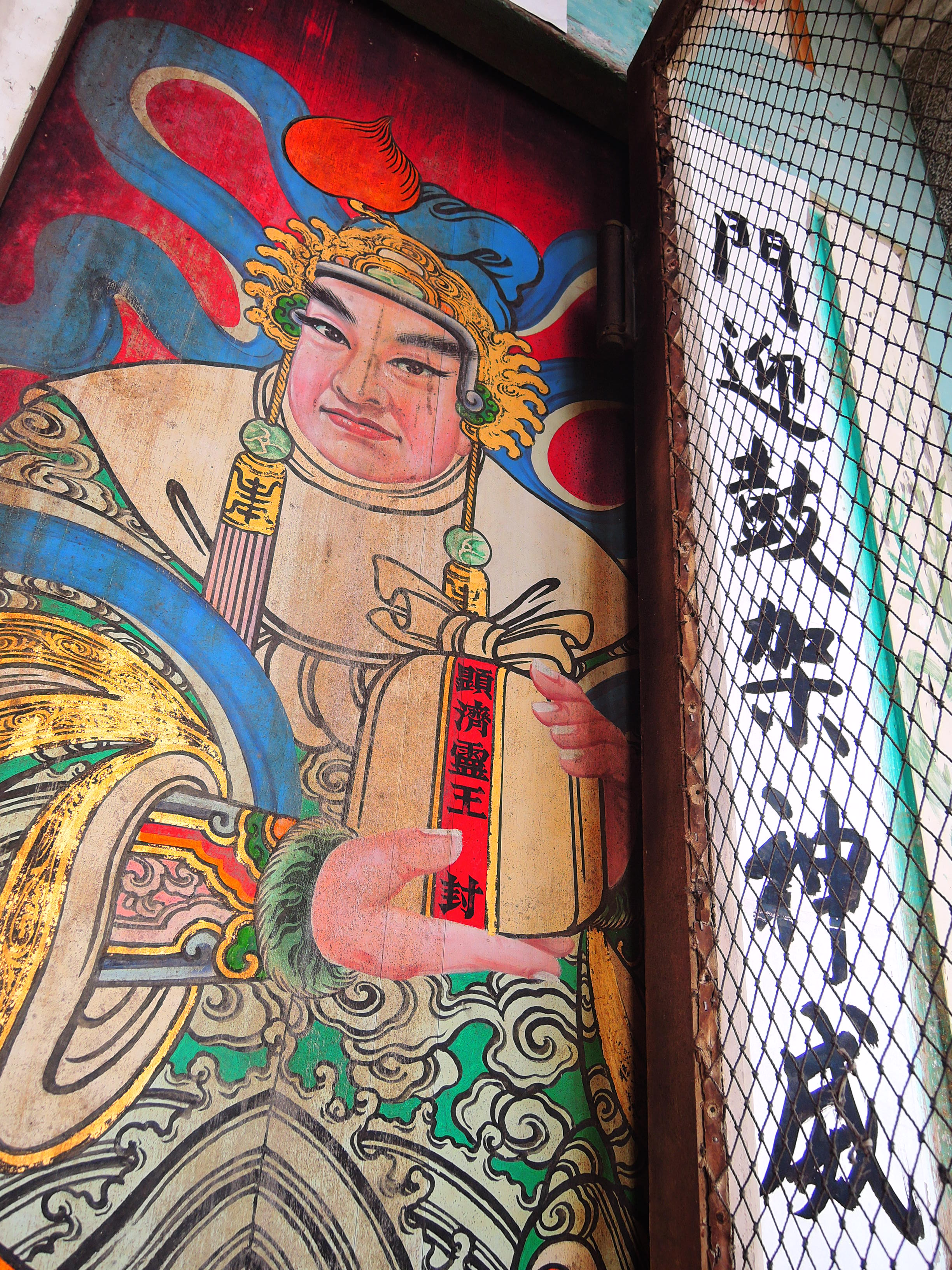
太監門彩繪
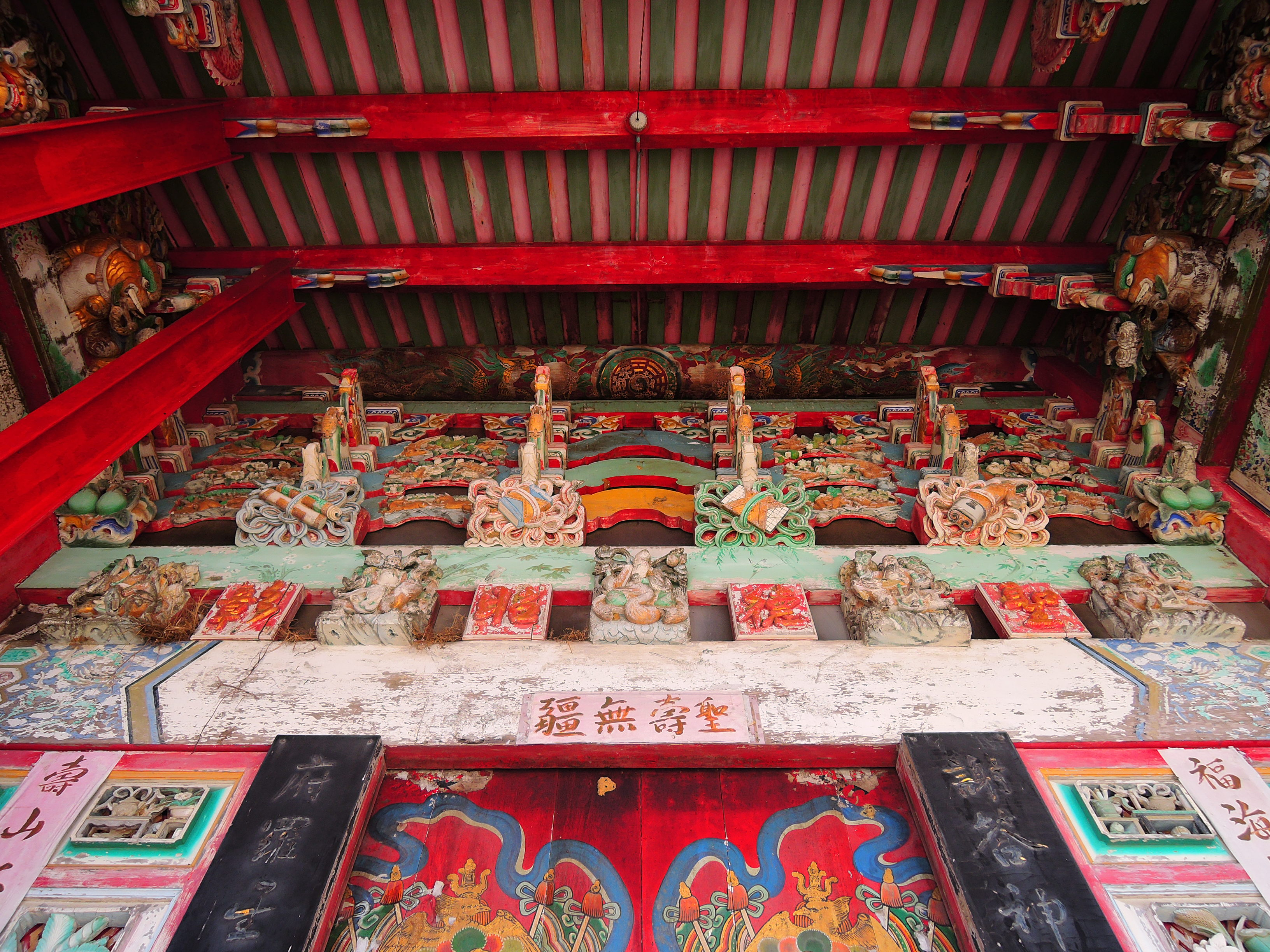
門頂橫樑
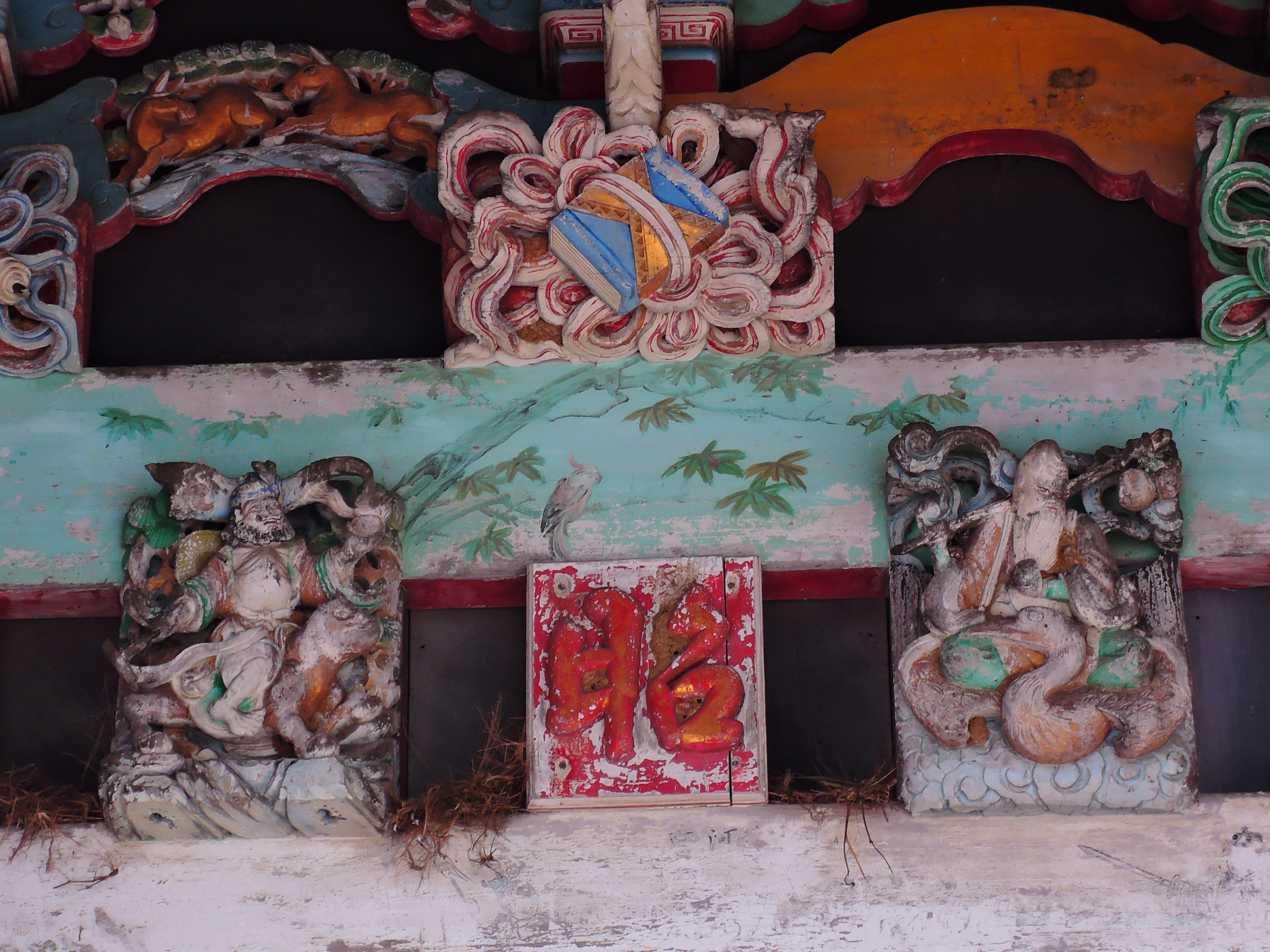
細木作木雕

### 新廟
民國106年（2017年）落成，現已入火安座。

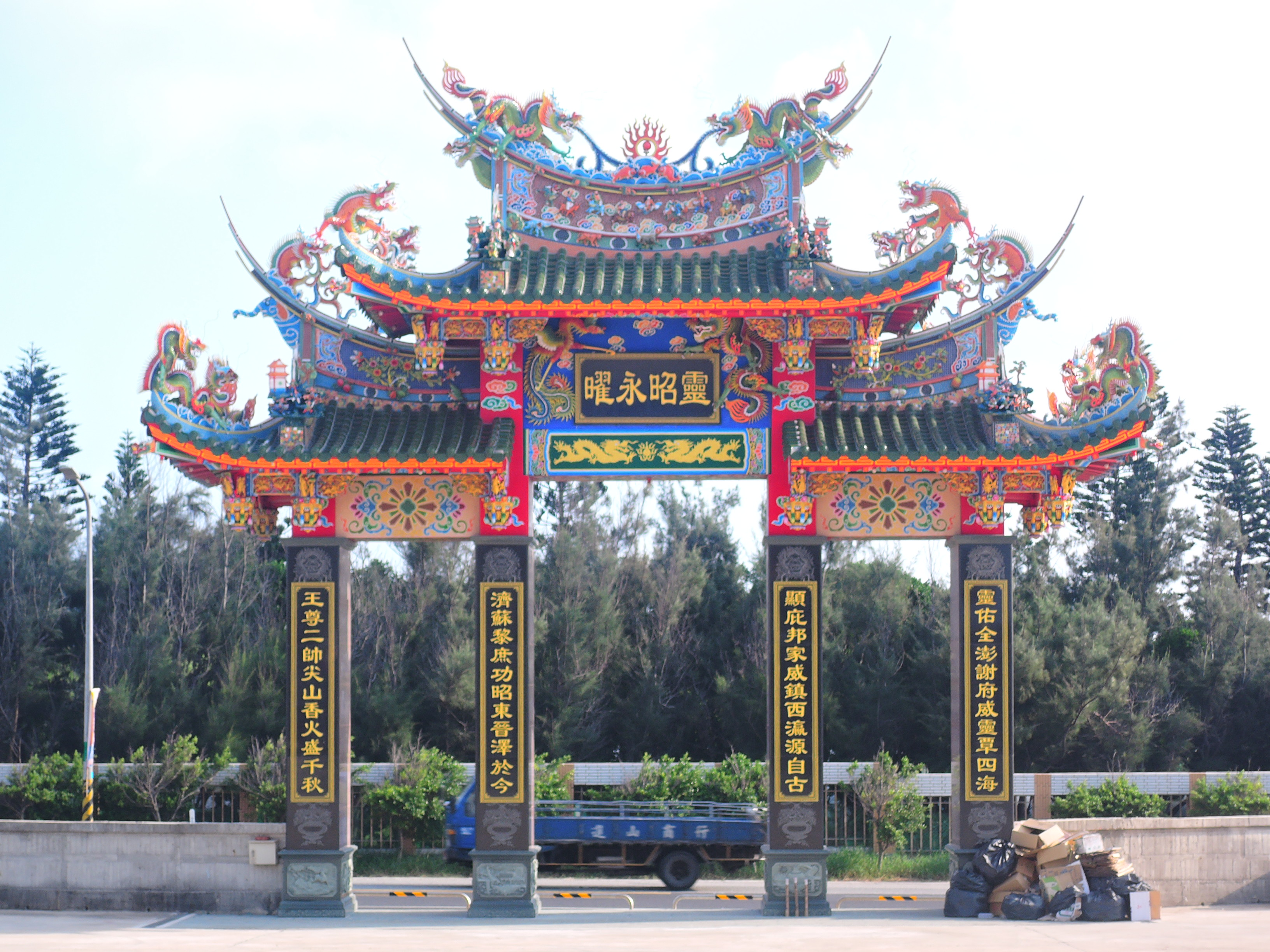
牌樓
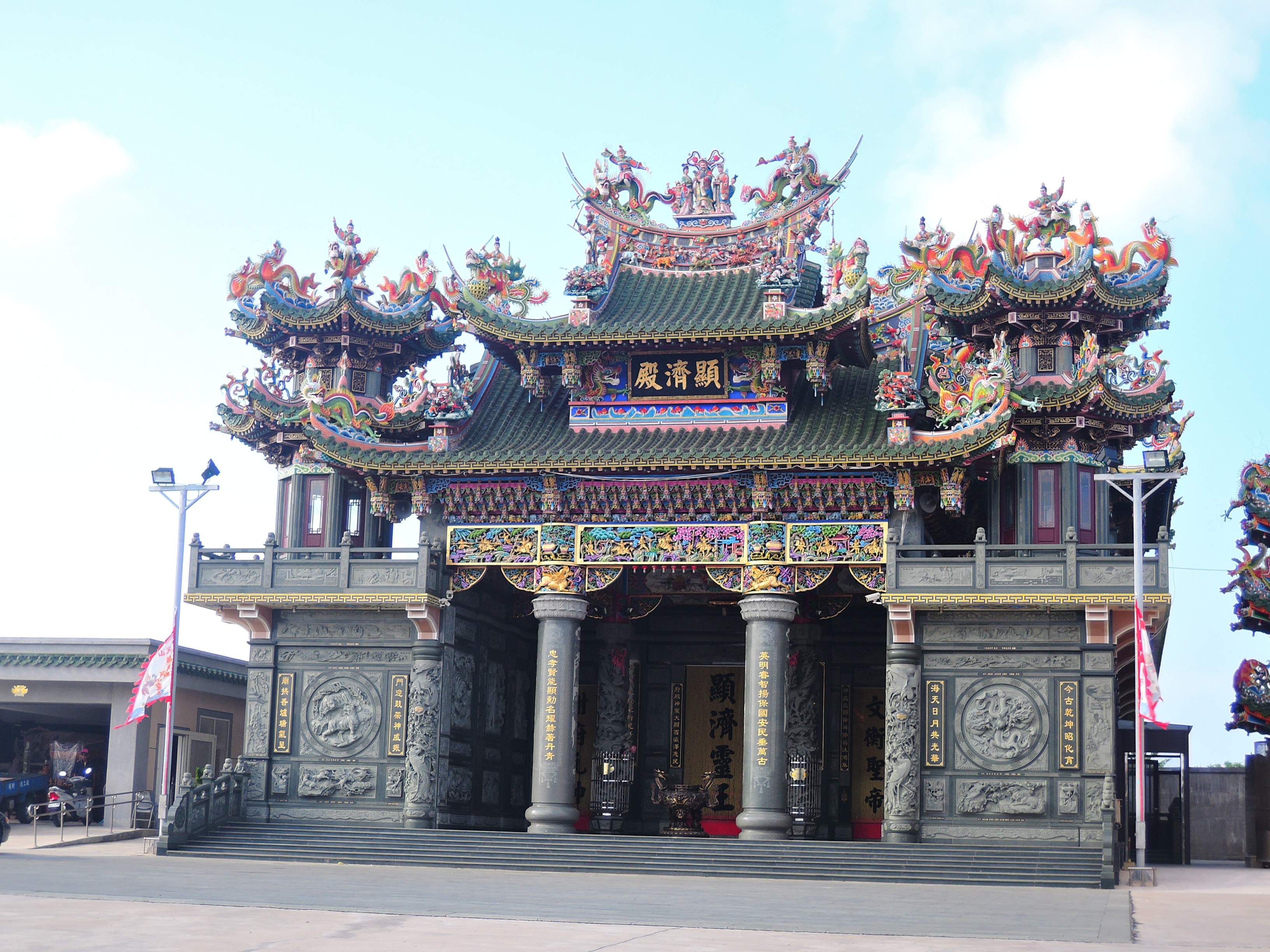
立面近照
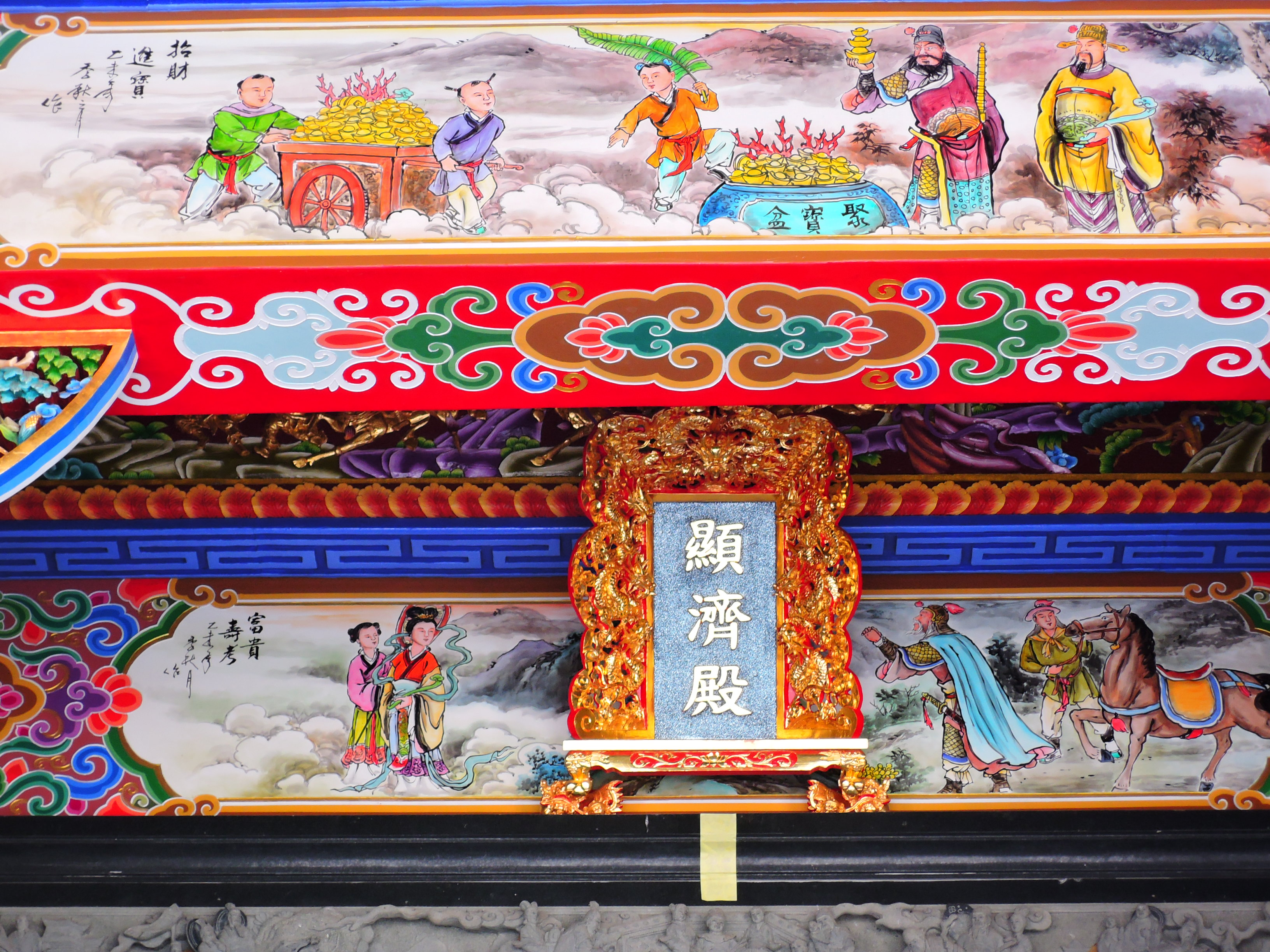
聖旨牌、彩繪
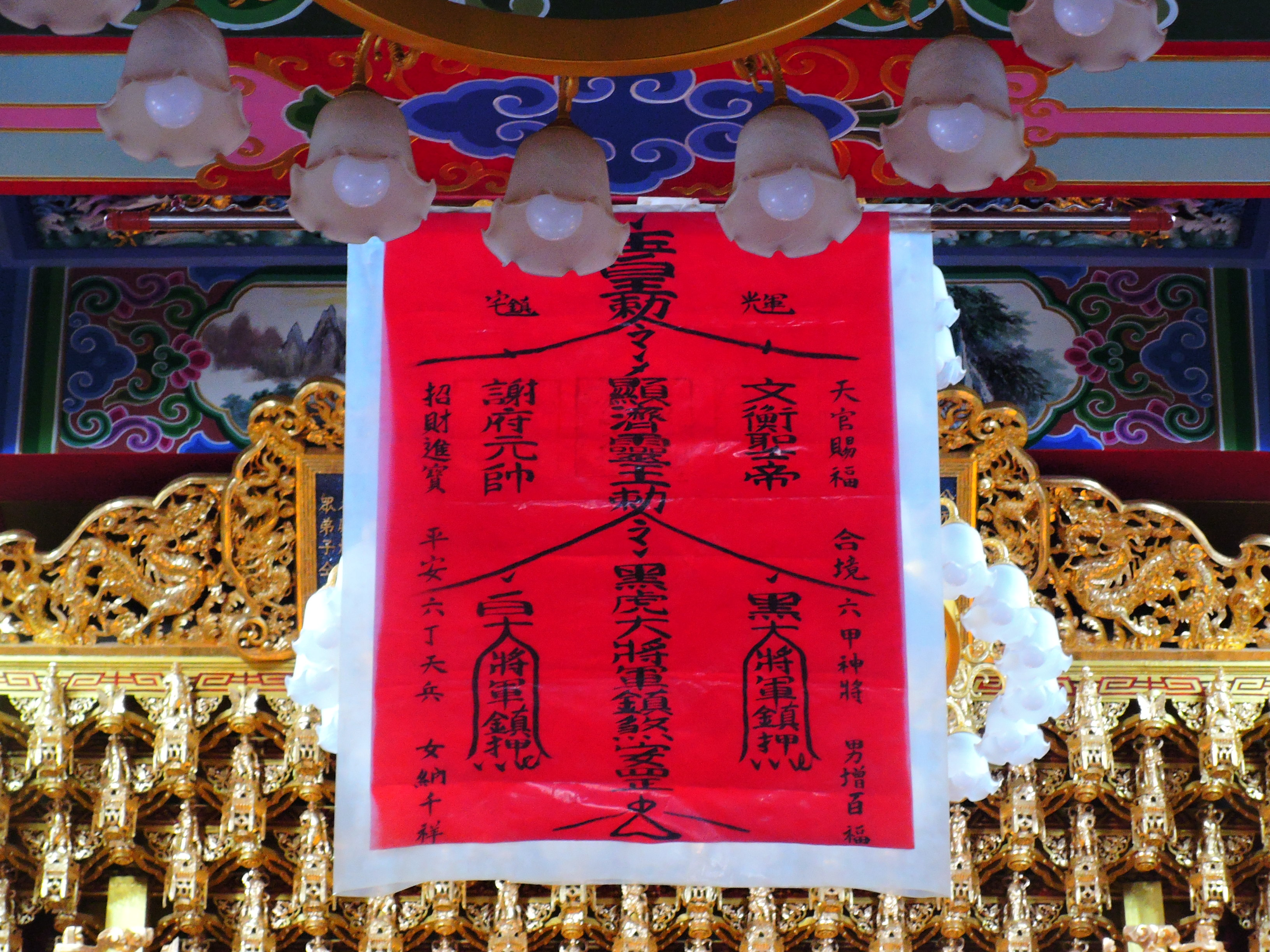
大符雷令
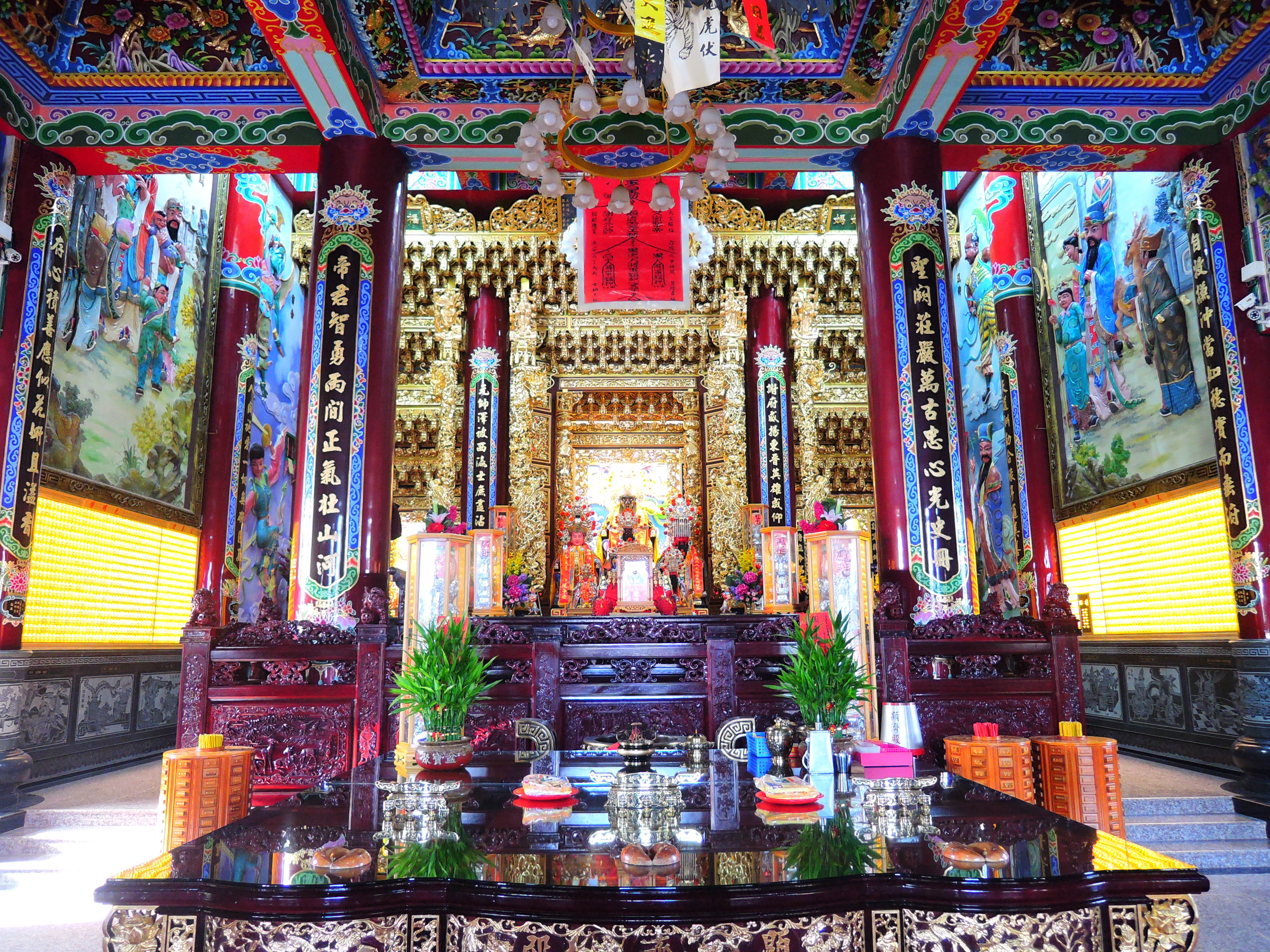
神明廳、楹聯
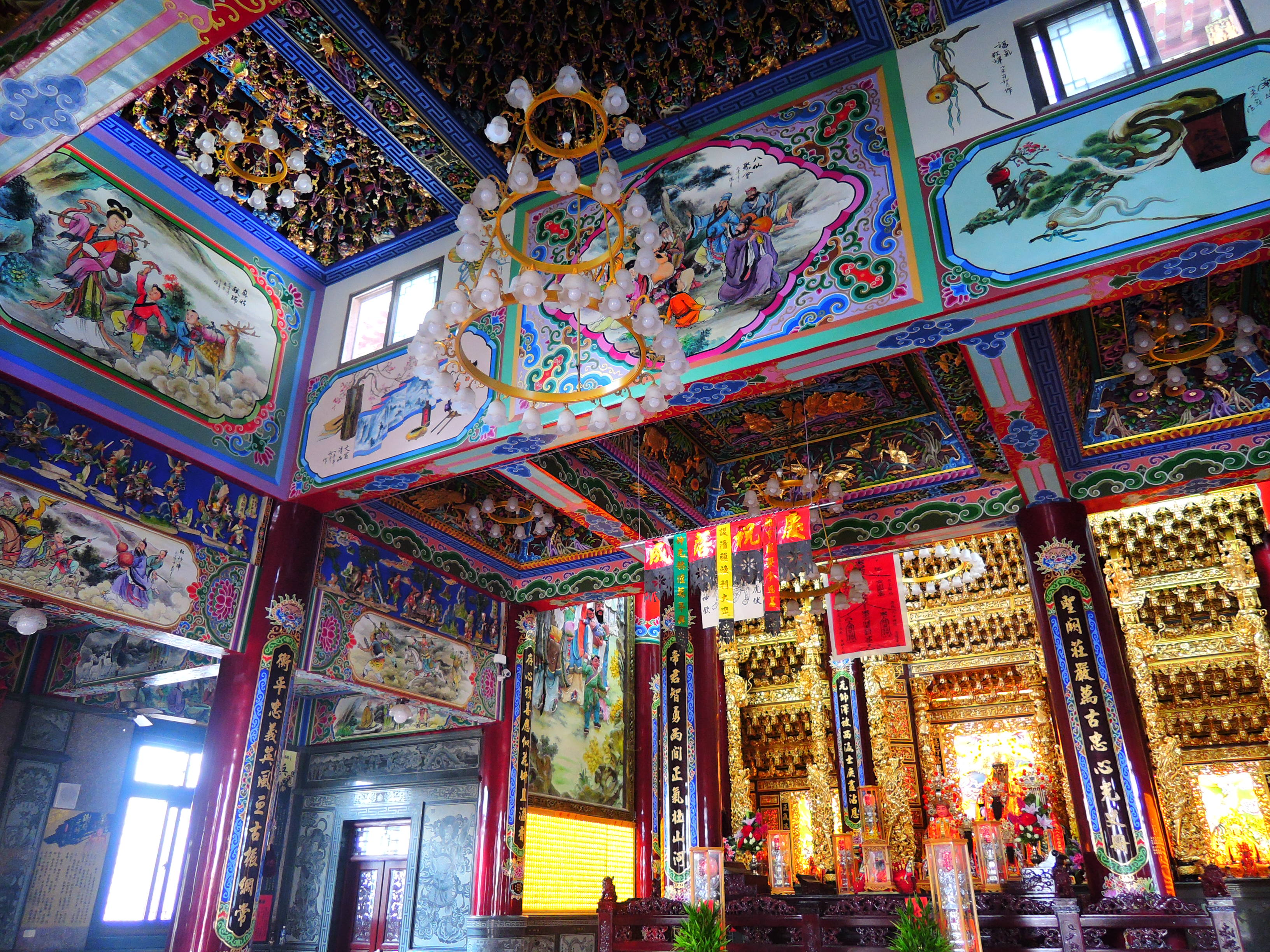
神明廳與天花板彩繪

## 外部連結
- 尖山顯濟殿的Facebook專頁